# Biserica Albă din București
Biserica Albă este o biserică de rit ortodox românesc, cu hramul „Sfântul Nicolae”, aflată pe Calea Victoriei, în București, capitala României. Ea datează din secolul al XVIII-lea și este clasificată ca monument istoric de arhitectură de interes național.

## Istoric
Ctitorii ei sunt preotul Neagu Darvas, jupâneasa Rada și jupâneasa Visa.
Pe tot parcursul secolului al XX-lea, biserica Albă a cunoscut numeroase lucrări de reparații interioare și exterioare, în anii 1909, 1914, 1941, 1945, 1964, 1977, 1988, 2012-2014.
Cu ocazia săpăturilor arheologice întreprinse în anul 2012, au fost identificate ruinele zidurilor altarului, catapetesmei și naosului de la această primă biserică, altarul acesteia fiind situat pe locul pronaosului bisericii de azi.

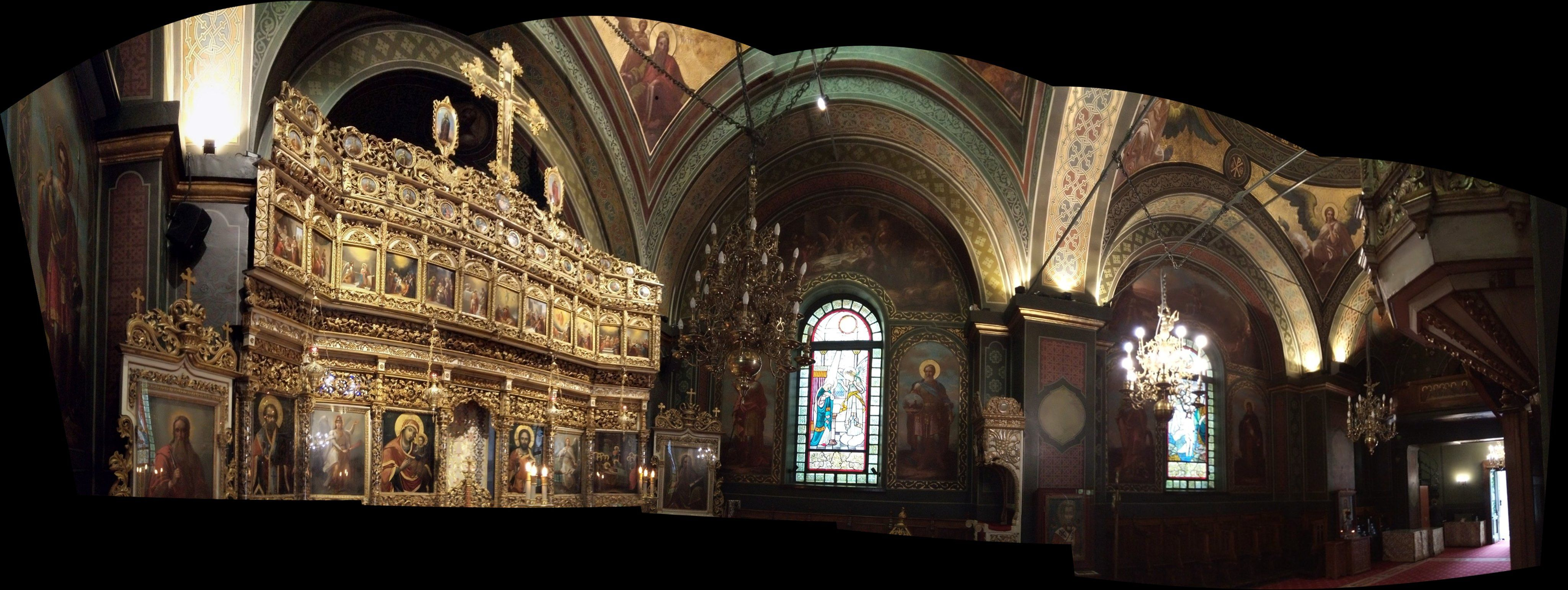
Panoramic de interior a Bisericii Albe din București cu picturi murale realizate de Gheorghe Tattarescu în anul 1873

## Pictura murală
Pictura murală a fost realizată în anul 1873 de pictorul Gheorghe Tattarescu în tehnica uleiului. Spațiile dintre scenele reprezentate au fost pictate cu ornamente florale sau geometrice. Acestea au suferit de-a lungul timpului modificări și transformări cauzate de lucrările de restaurare ce au avut loc de șase ori în perioada 1924 - 2014. Restaurările au fost făcute de:
- 1924 – pictorul Costin Petrescu;
- 1944 – pictorul Constantin Șelaru;
- 1959 - 1960 – pictorii Arutin Avachian și V. Höflich;
- 1978 – o echipă de restauratori formată din S. Angelescu, Viorel Grimalschi, Matei Lăzărescu și Oliviu Boldura;
- 1988 – pictorul Paul Rădulescu;
- 2013 - 2014 – o echipă de restauratori formată din Romeo Andronic, Ana-Maria Drăgușin, Andrei Andronic, Andreea Schuster și Lorena Iavorschi.[1]

Picturi murale realizate de Gheorghe Tattarescu în anul 1873
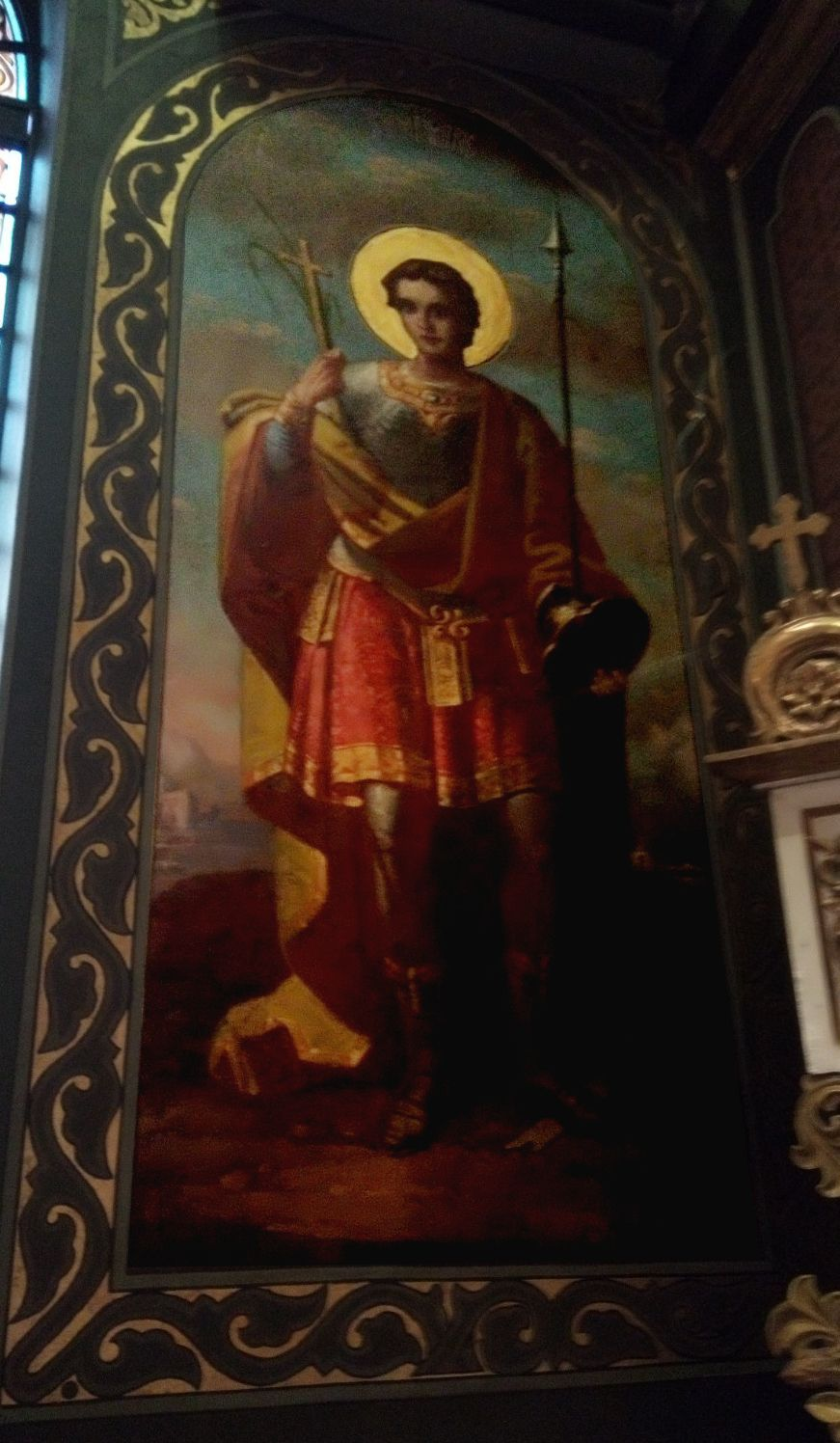
Sfântul Dumitru
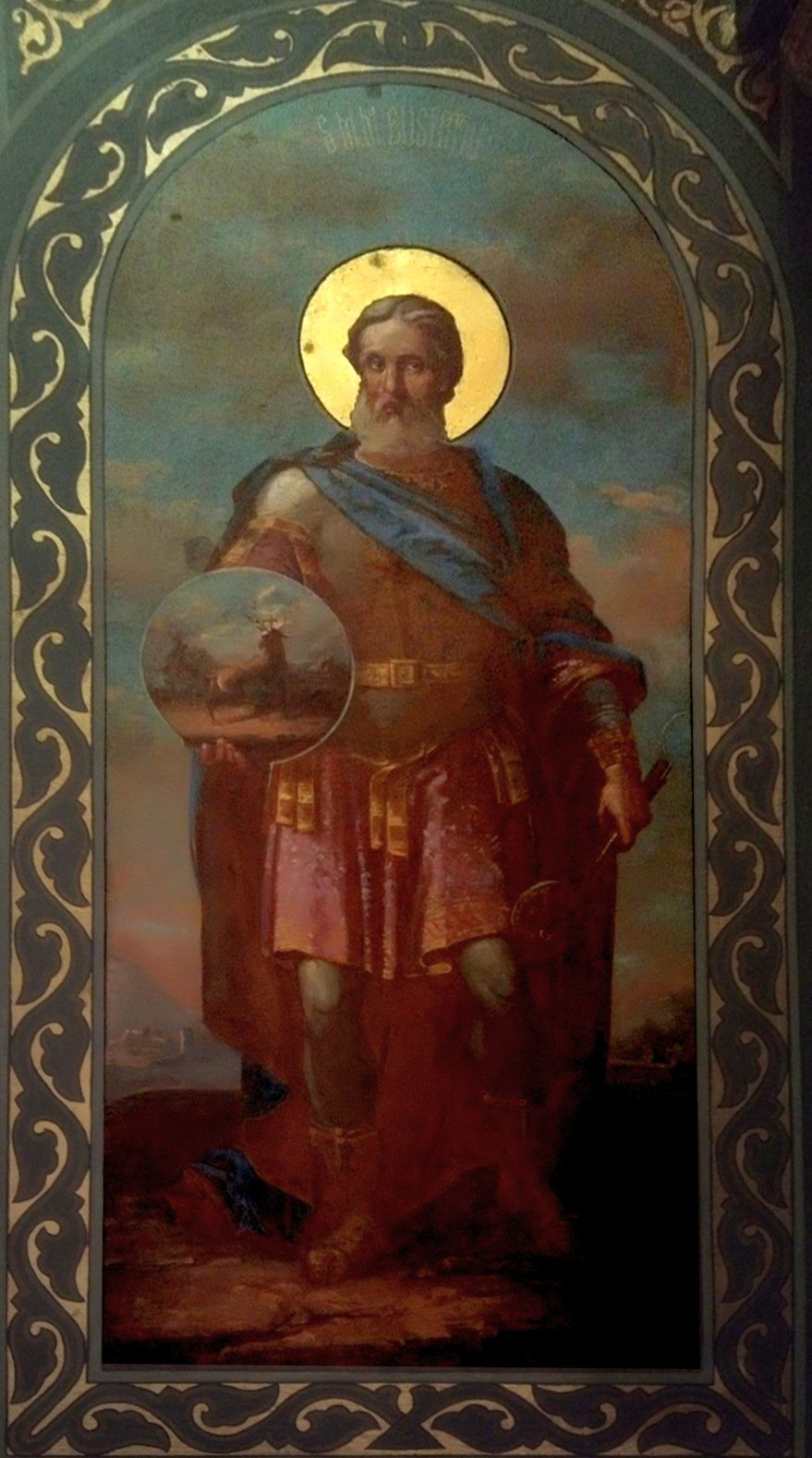
Sfântul Eustațiu
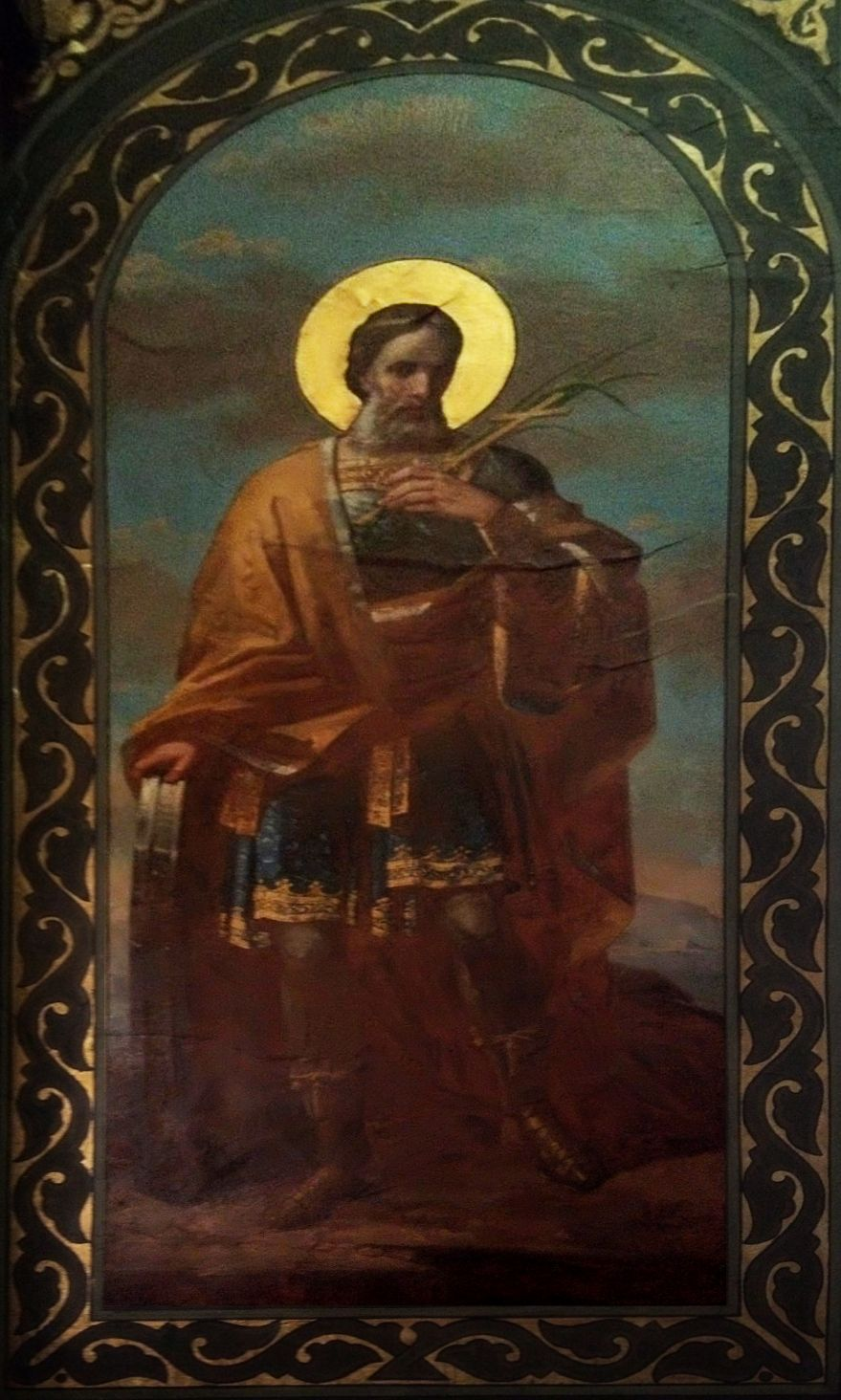
Sfântul Nicolae
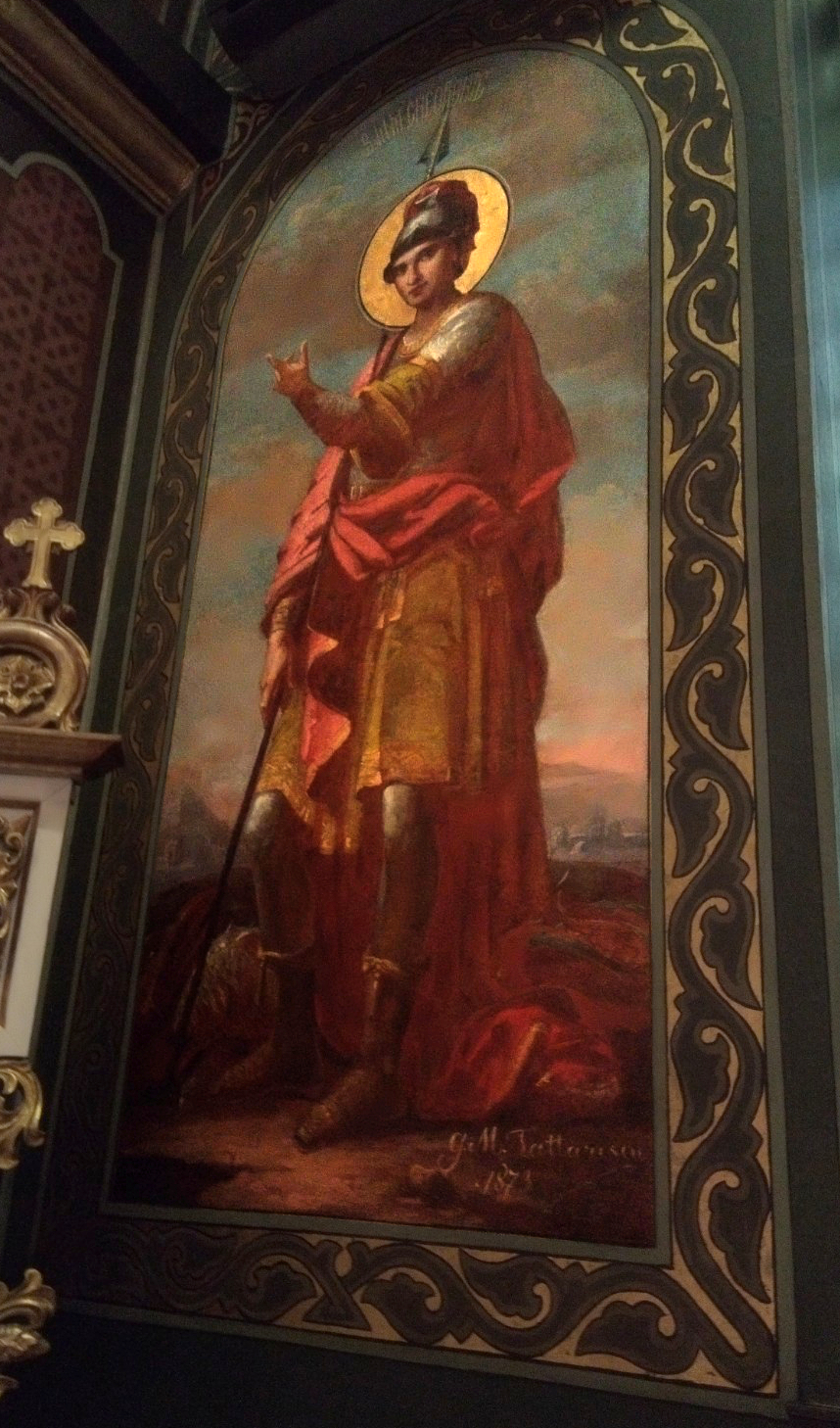
Sfântul Gheorghe
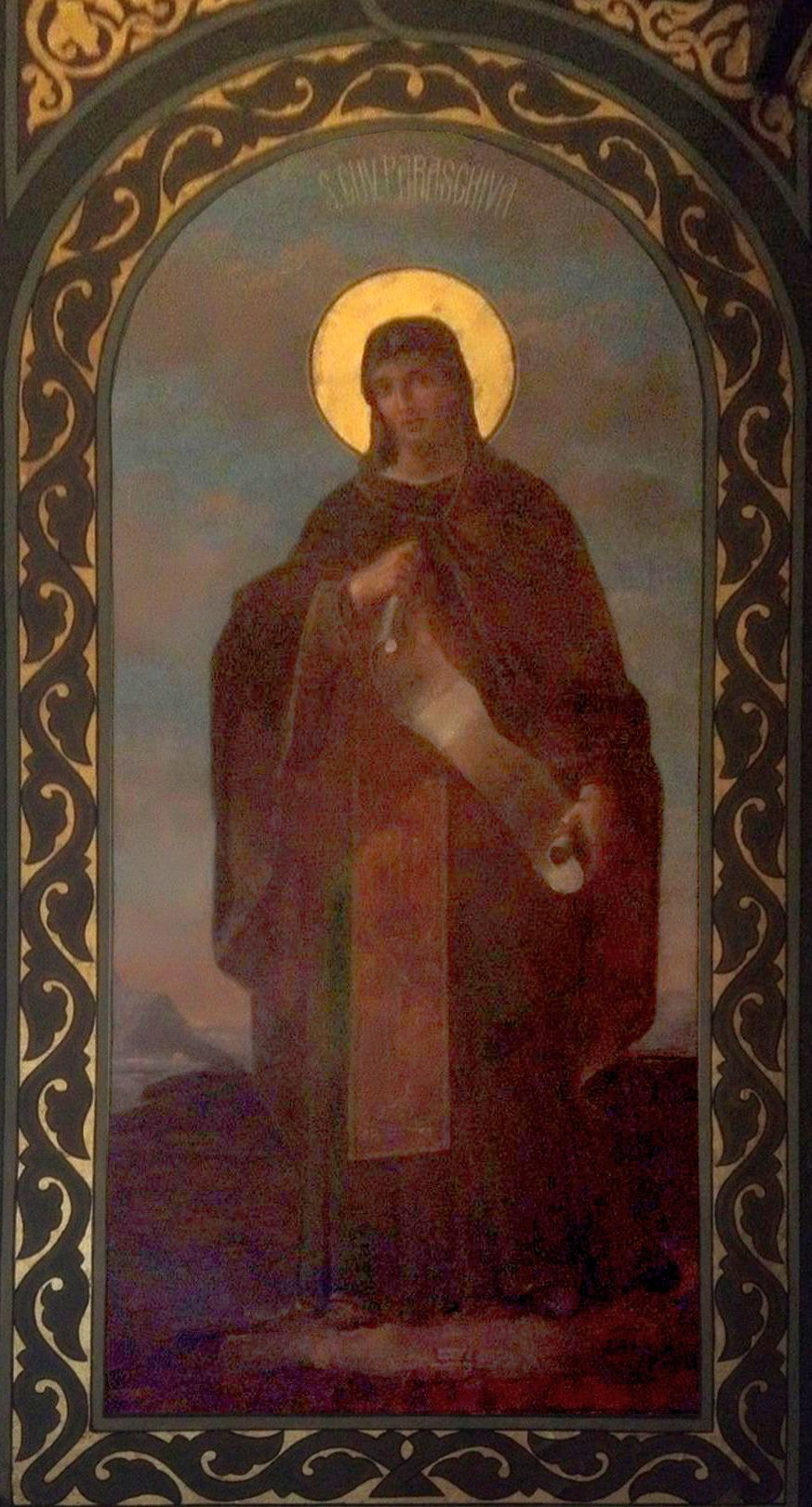
Sfânta Paraschiva
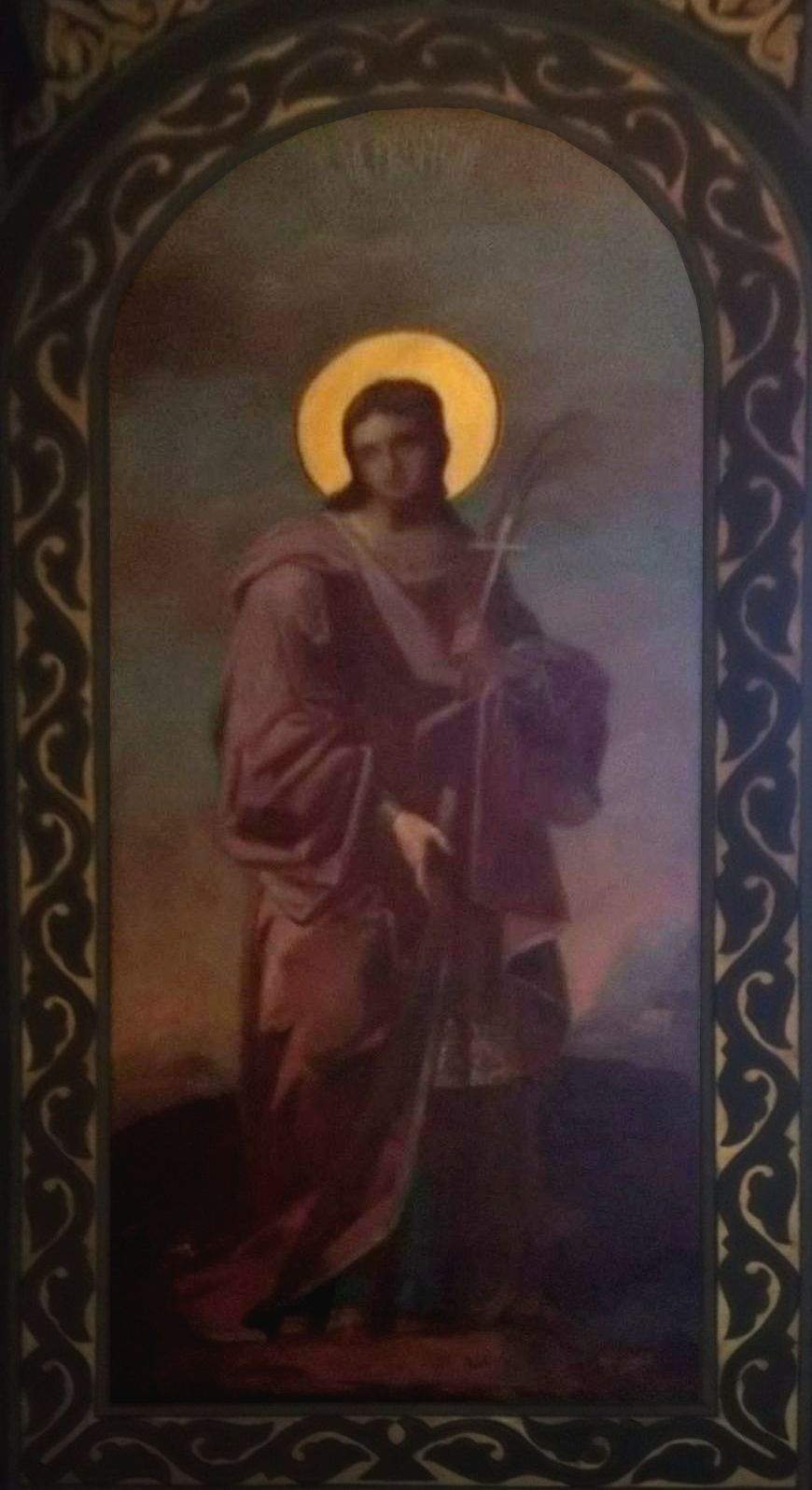
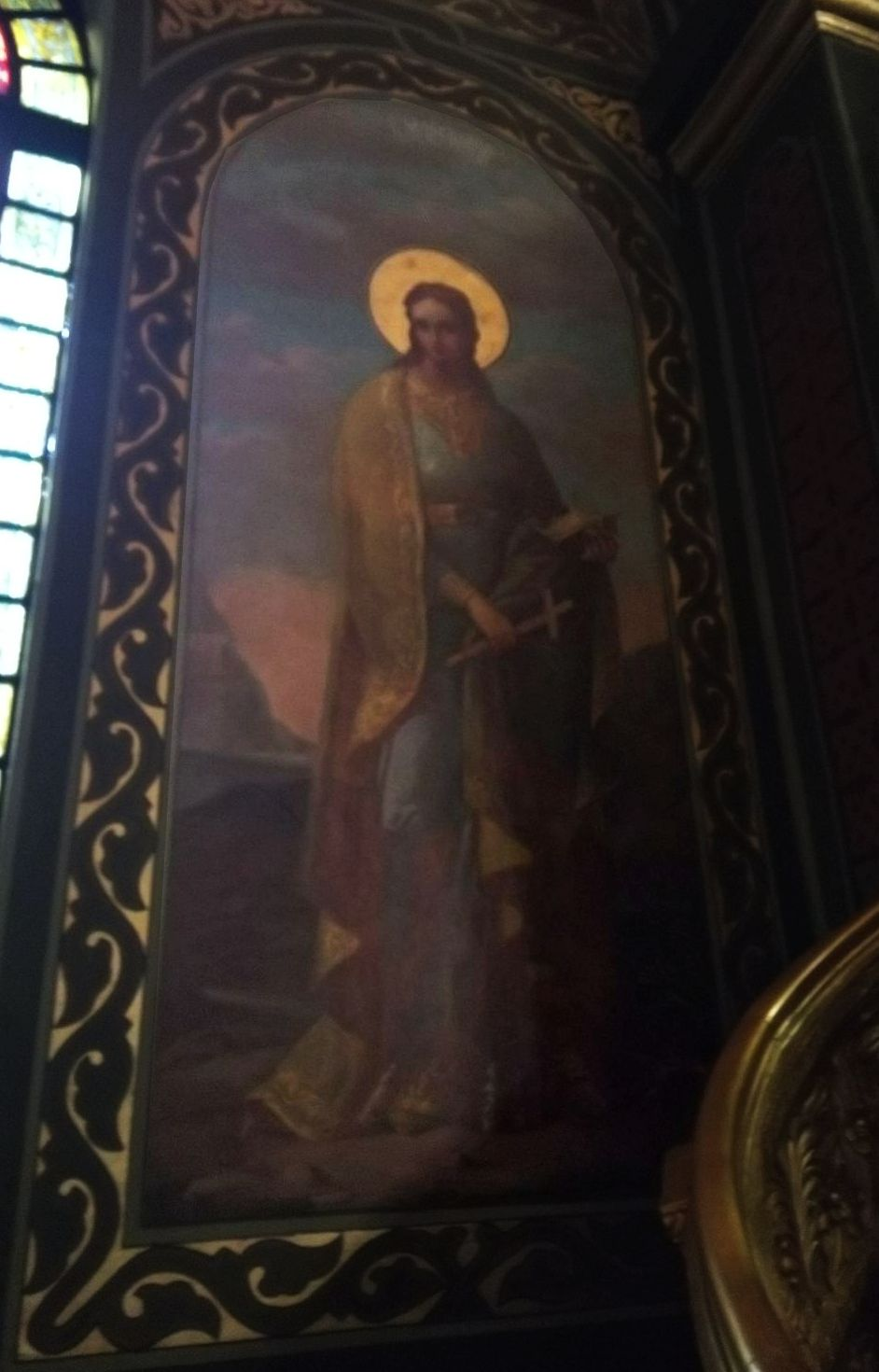
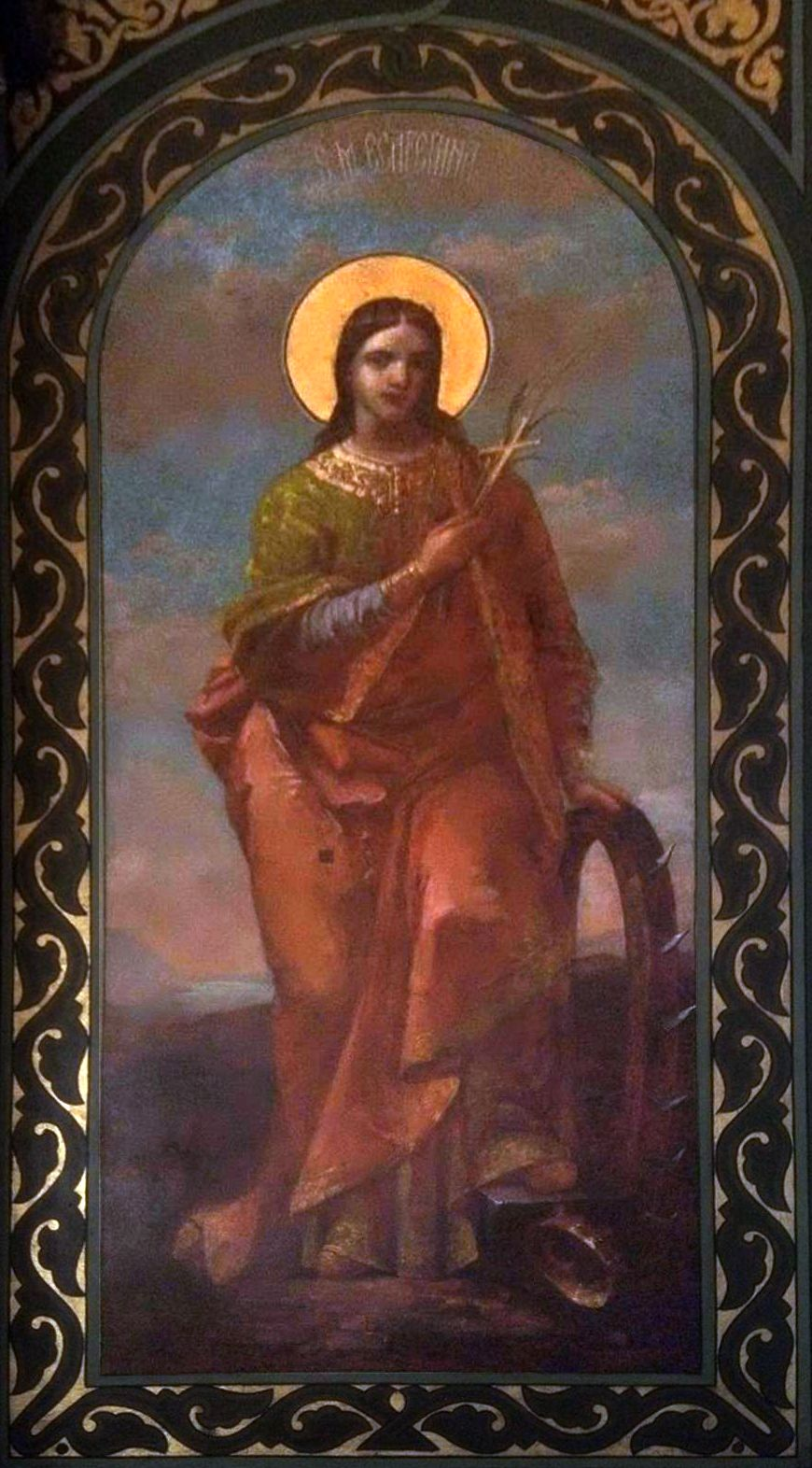
Sfânta Ecaterina

Picturi murale realizate de Gheorghe Tattarescu în anul 1873
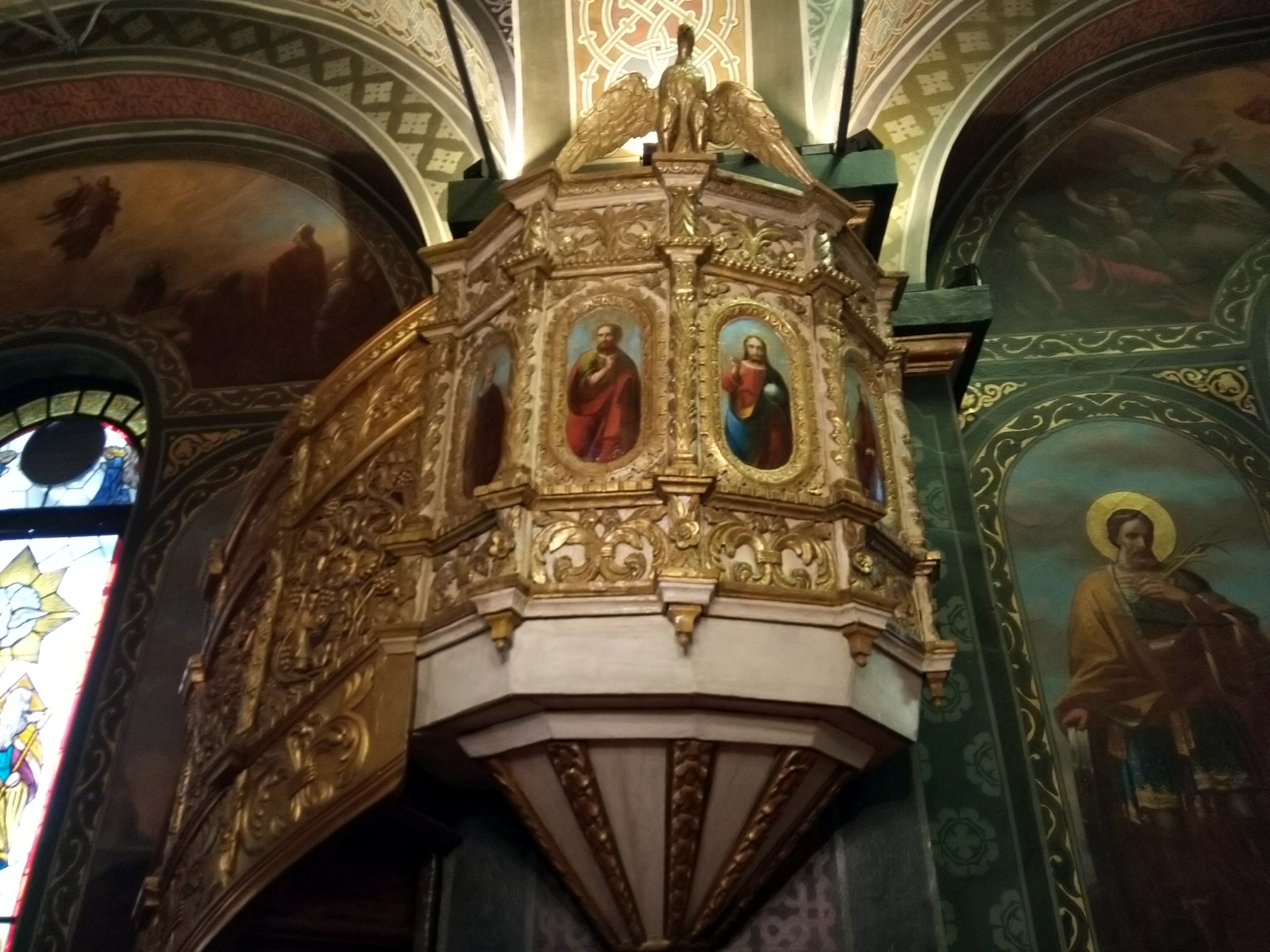
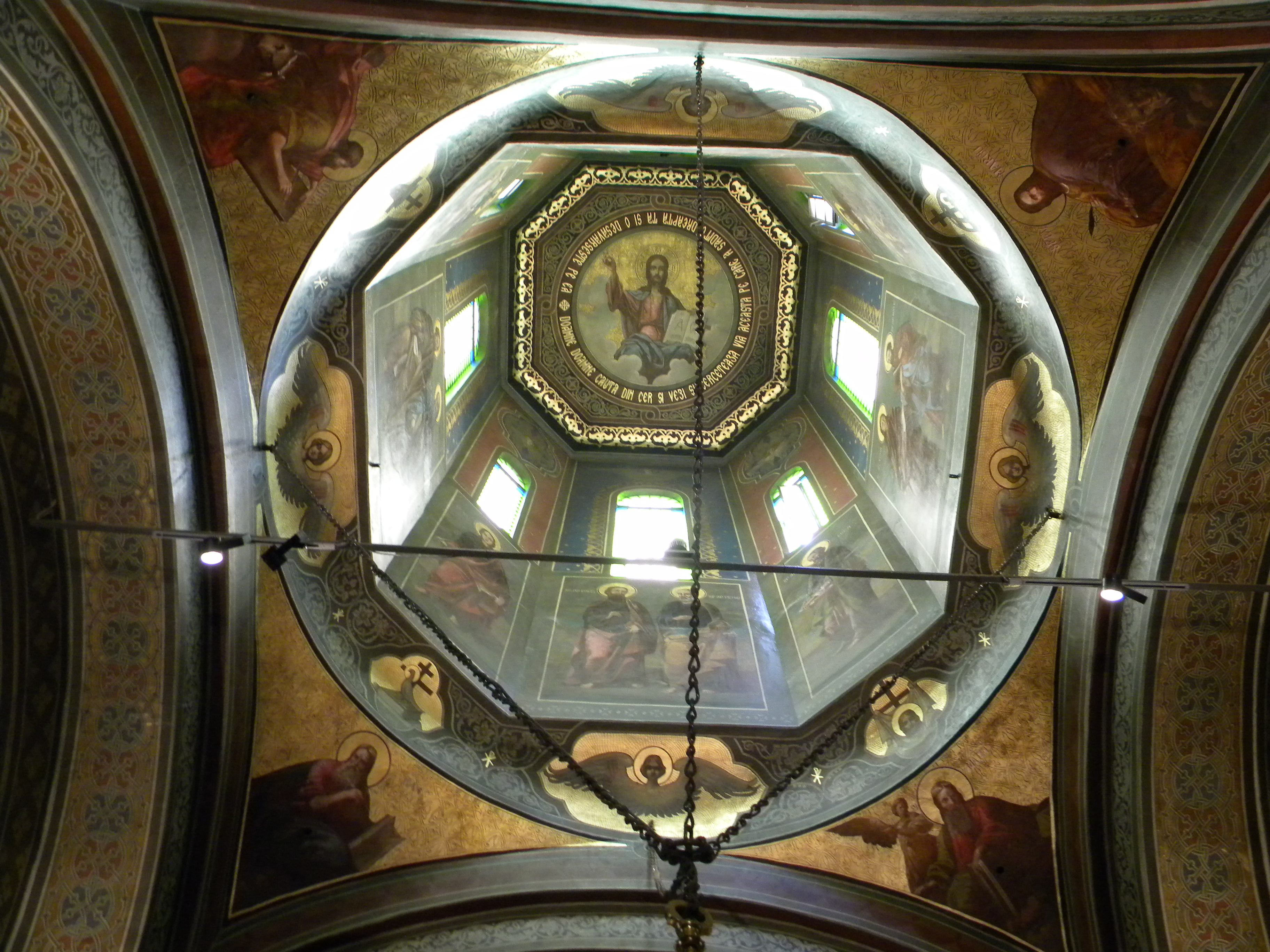
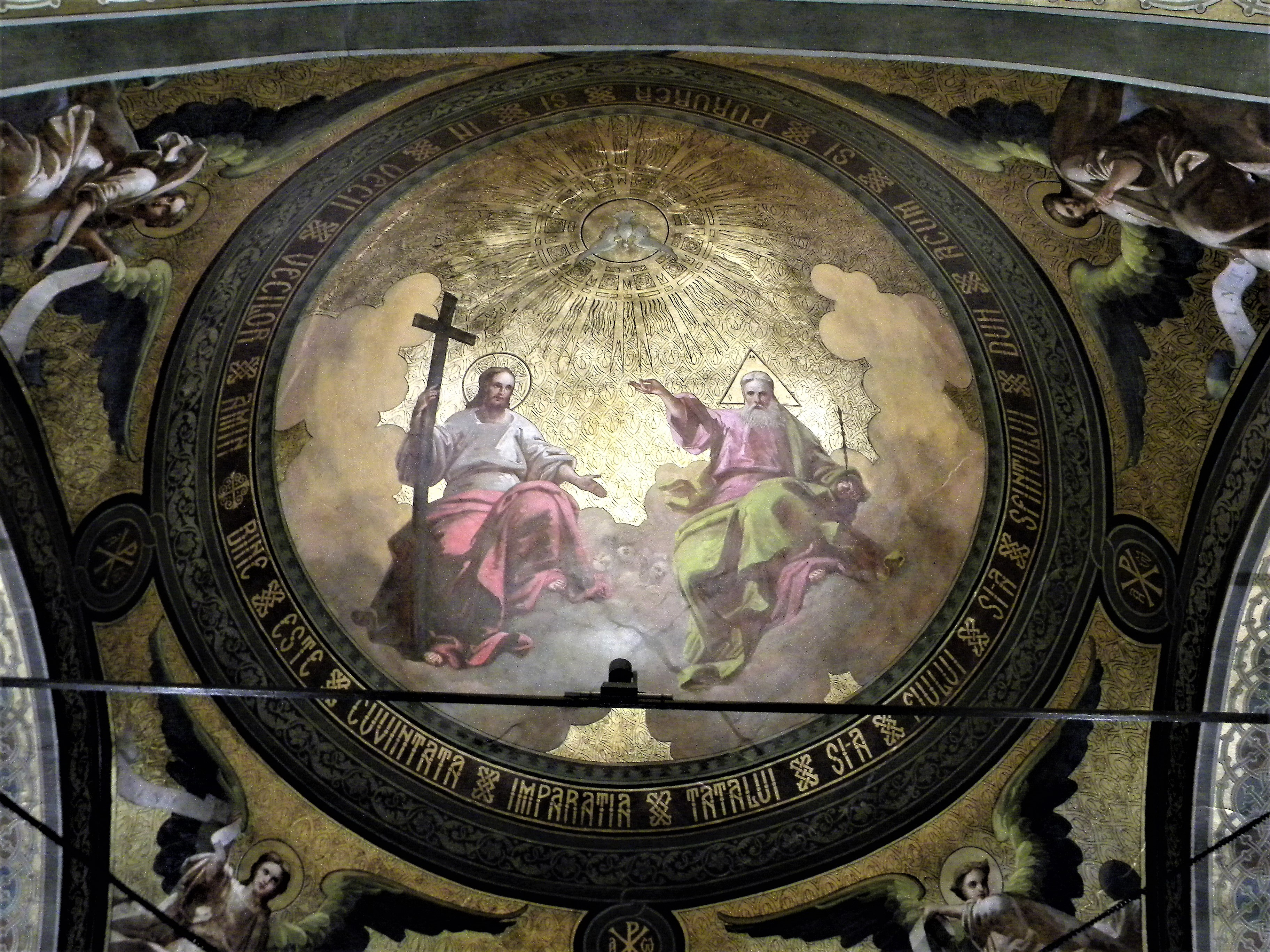
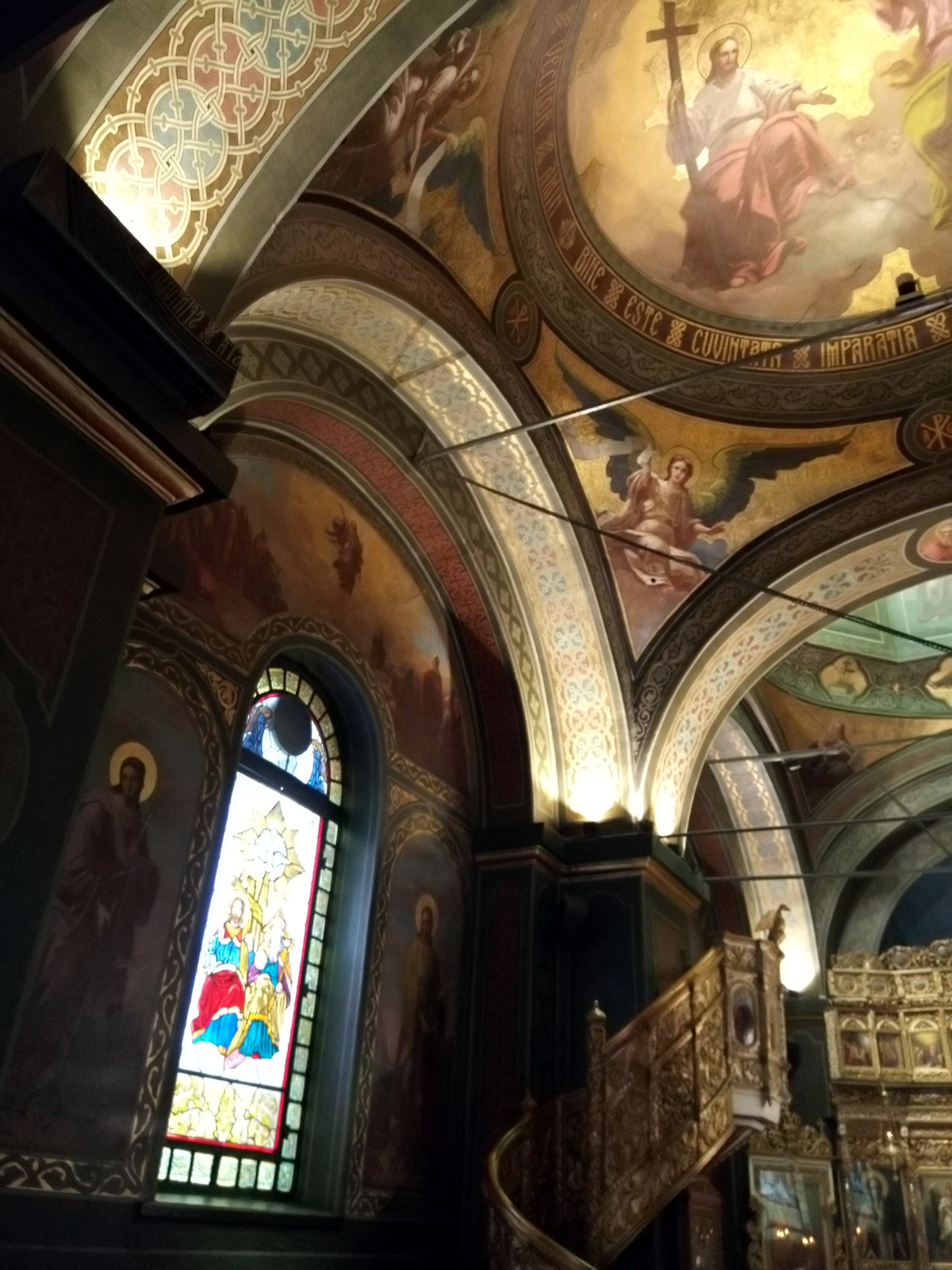
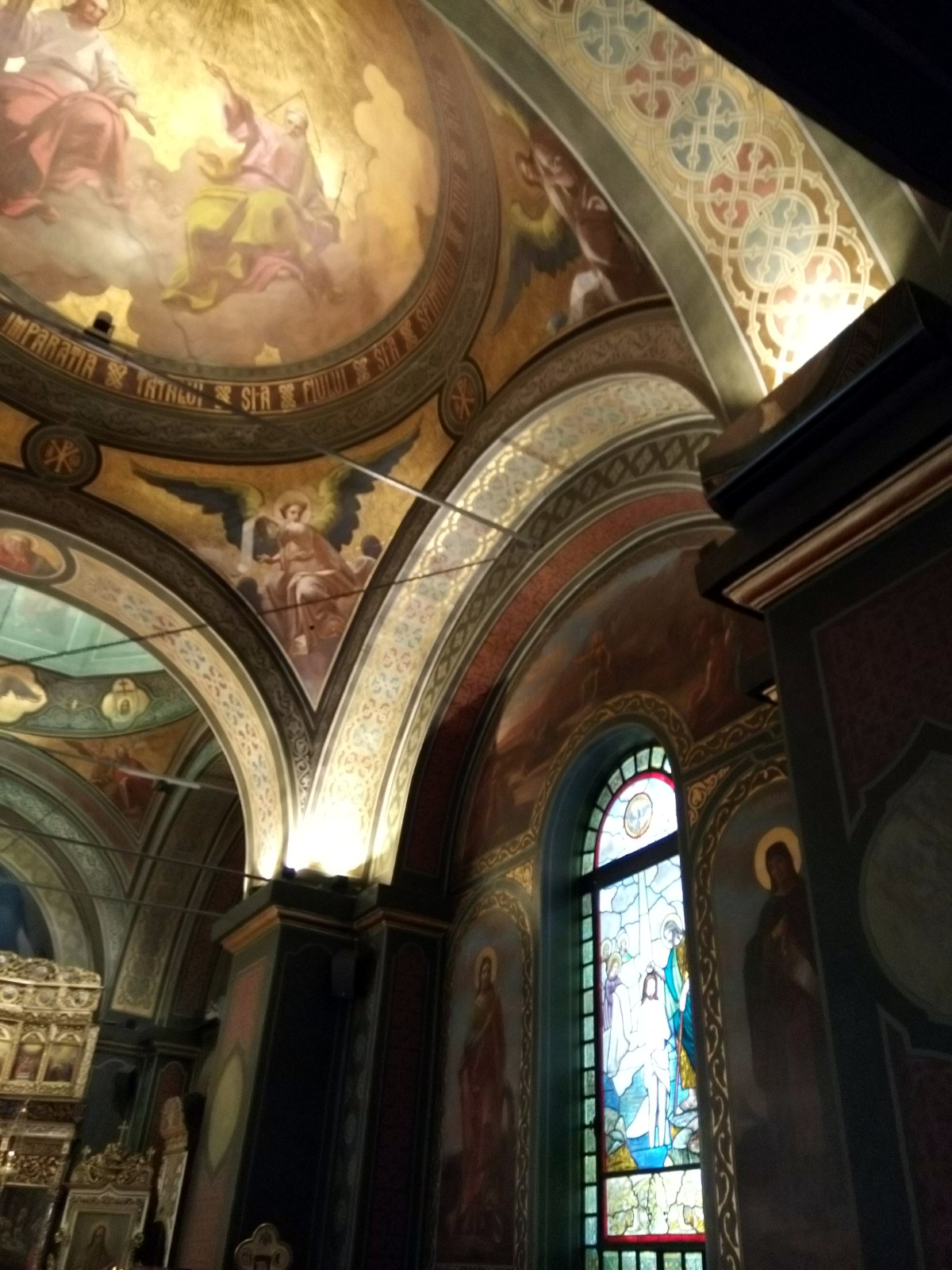
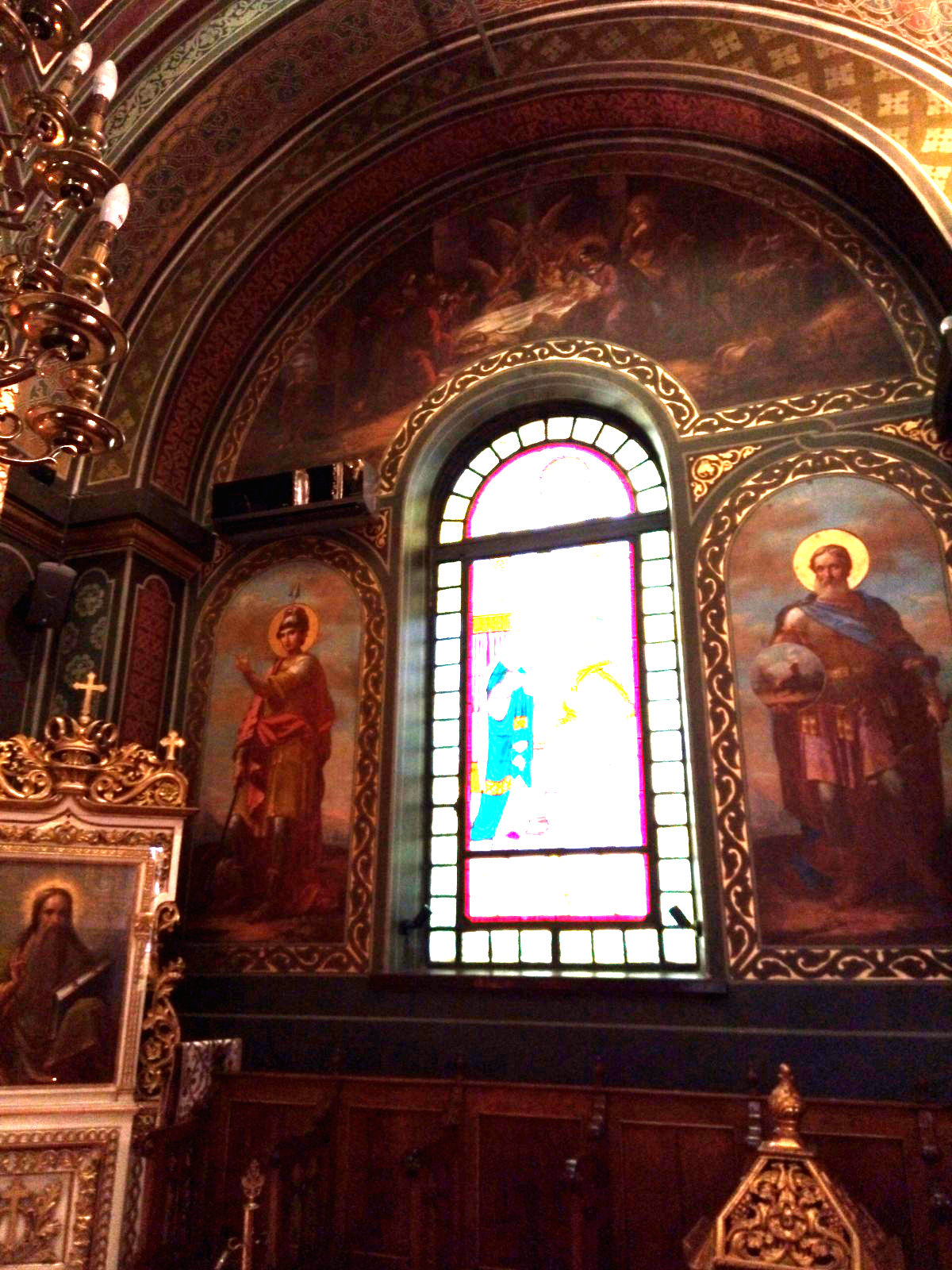
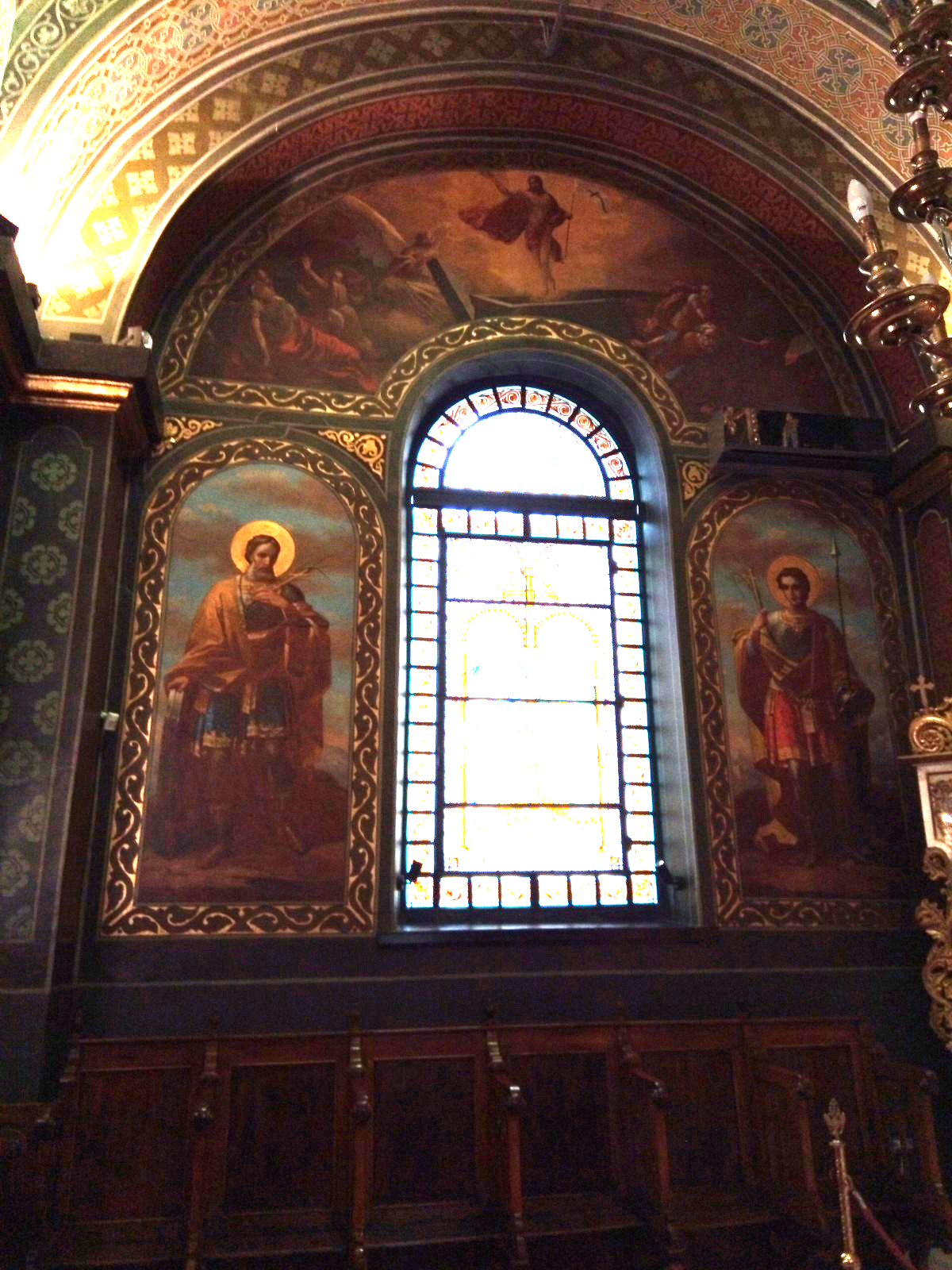
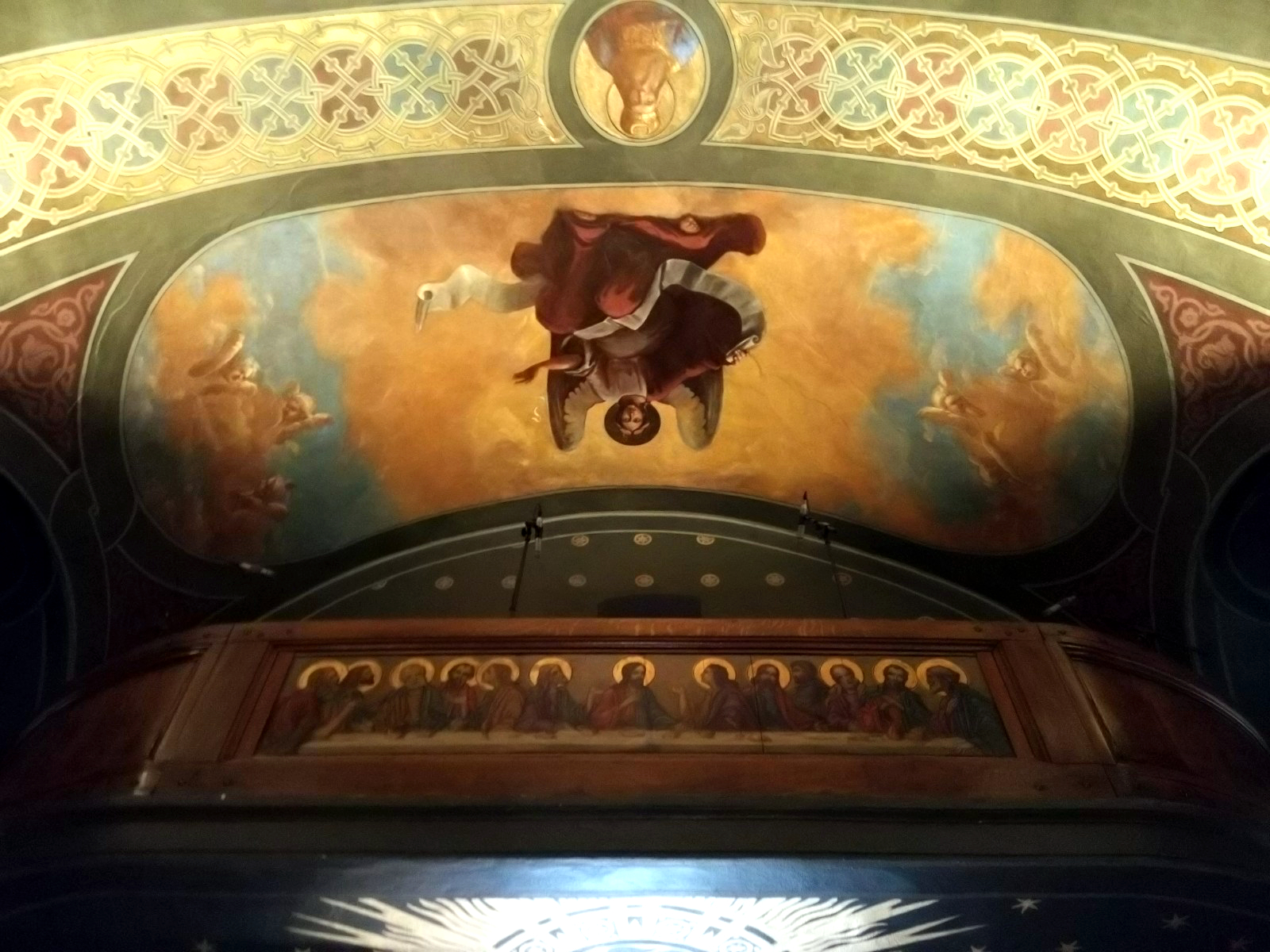
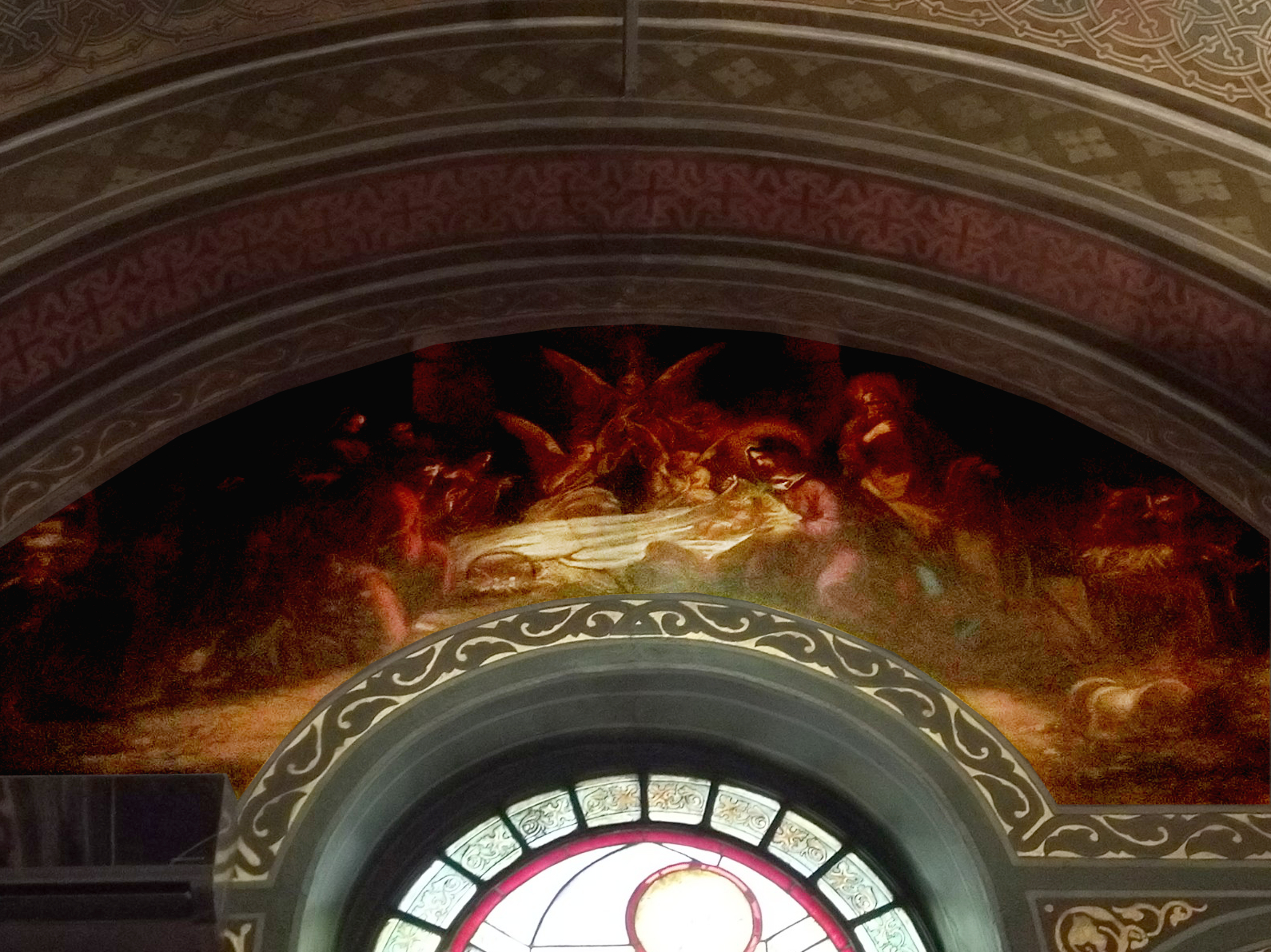
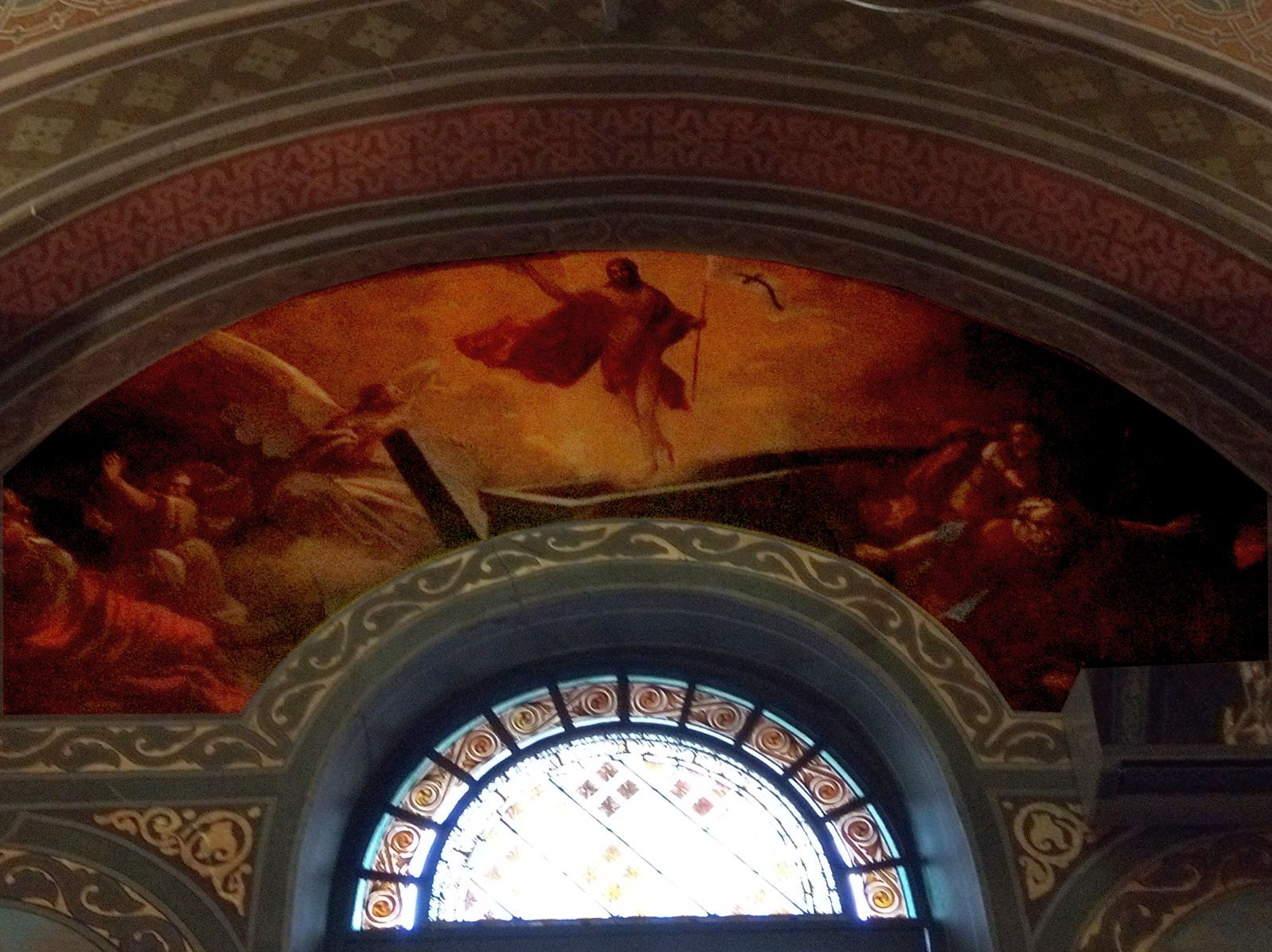
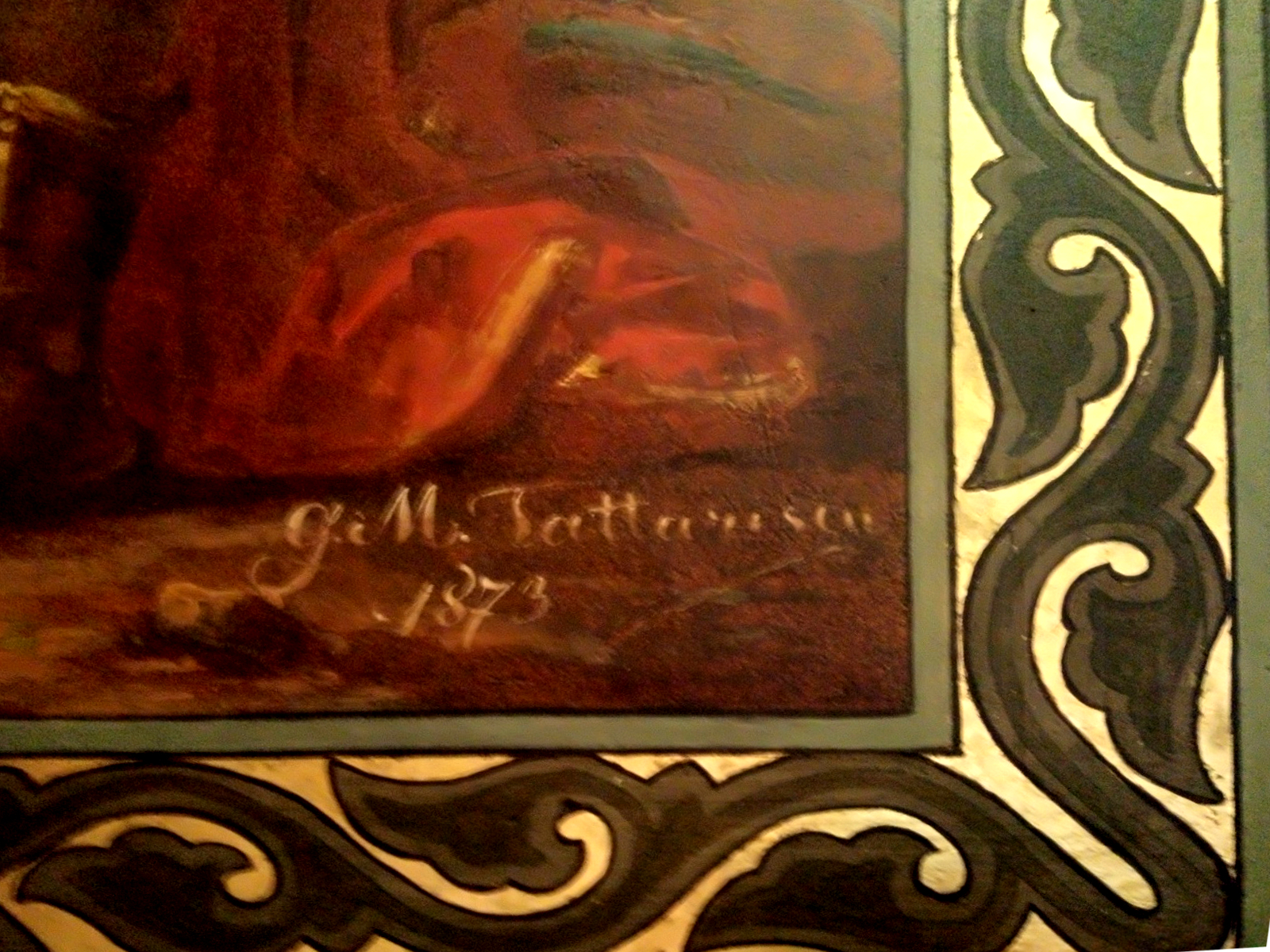

## Catapeteasma
„În tot cazul, extraordinara ornamentație florală, rodiile care alcătuiesc motivul de căpetenie, „bestiarul” care, cu un rar realism al mișcărilor, înfățișează păsări, cerbi, antilope și, în trei locuri, vulturul bicefal al Bizanțului și al Cantacuzinilor, chipurile omenești: un tânăr care doarme cu mâna sub cap, o Salomee în portul domnițelor noastre încununată cu coroană voievodală și privind capul Sfântului Ioan adus pe tavă, trădează o artă desăvârșită, dar străină. Iar cei doi balauri care, deasupra catapetesmei, susțin crucea Mântuitorului, sunt atât de extrem-orientali în înfățișarea lor, încât îți vine să crezi că sunt datorați daltei unui meșter care, fie că a fost în China, fie că a văzut, aduse de vreo corabie, pilde ale artei simbolice și fioroase a Imperiului de Mijloc. În sfărșit, îngerașul bucălat care zâmbește într-un medalion al jilțului arhieresc, pare ieșit de-a dreptul din atelierul lui Tiepolo. Este foarte cu putință că rândurile de față să facă să zâmbească un specialist al artei religioase de la noi; nu le dau decât ca un joc al închipuirii mele, dar aș fi fericit să mi se dea o tălmăcire întemeiată a minunatei catapetesme de la biserica Albă.”—Gheorghe Cruțescu: Podul Mogoșoaei. Povestea unei străzi, Editura Meridiane, București, 1987, p. 242).
Catapeteasma a fost lucrată în cea de a doua jumătate a secolului al XVIII-lea pentru a fi folosită într-o biserică-metoc al Epicopiei Râmnicului, care se afla odinioară pe locul unde s-a construit actuala Filarmonică de Stat „George Enescu“. Biserica Albă a intrat în posesia catapetesmei în prima jumătate a secolului al XIX-lea. Fiind făcută în lemn, catapeteasma este o capodoperă a sculpturii în lemn. Ea are o ornamentație impresionantă cu motive florale. Toate icoanele catapetesmei au fost realizate de către pictorul român Gheorghe Tattarescu.
În perioada 2014 - 2016 au fost făcute lucrări de restaurare ale catapetesmei de către firma IORUX TRADE SRL. Echipa de restauratori a fost condusa de Sultana Polizu.